# Frederick Soddy
Frederick Soddy (Eastbourne, Ujedinjeno Kraljevstvo, 2. rujna 1877. – Brighton, Ujedinjeno Kraljevstvo, 22. rujna 1956.) je bio engleski kemičar, koji je najpoznatiji po tome što je zajedno s Ernestom Rutherfordom postavio teoriju radioaktivnog raspadanja 1903., po kojoj atomi radioaktivnih elemenata nisu stabilni, nego se spontano raspadaju (dezintegriraju ili transmutiraju), uz zračenje radioaktivnih čestica (alfa-čestica, beta-čestica ili gama-čestica), pri čemu prelaze u atome drugih elemenata. Soddy je uveo pojam izotopa, kao različitog atoma istog elementa, kojem atomska jezgra ima jednaki električni naboj, a različitu atomsku masu. 1921. je primio Nobelovu nagradu za kemiju.

## Životopis
Frederick Soddy je išao u škole u Eastbourneu, Aberystwythu, da bi od 1898. do 1900. radio kao istraživač na Sveučilištu Oxford. Od 1900. radi kao demonstrator na Sveučilištu McGill u Montréalu, gdje je radio s Ernestom Rutherfordom, na istraživanju radioaktivnosti.  Primijetili su neobično ponašanje radioaktivnih elemenata, koji se raspadaju u nove kemijske elemente, stvarajući alfa-čestice, beta-čestice ili gama-čestice. U to vrijeme nije se puno znalo o radioaktivnosti.
Frederick Soddy je otkrio zakon pomicanja, po kojem se atomi radioaktivnih elemenata koji emitiraju alfa-čestice prelaze u atome, čija je atomska masa manja za 4 atomske jedinice mase, a atomski broj manji za 2, tj. prelaze u atome elemenata, koji u periodnom sustavu elemenata zauzimaju položaj pomaknut za dva mjesta ulijevo, a atomi koji emitiraju beta-čestice prelaze u atome, koji uz istu atomsku masu povećavaju svoj atomski broj za 1, tj. prelaze u atome elemenata, koji u periodnom sustavu zauzimaju položaj pomaknut za jedno mjesto udesno.
Soddy je uveo pojam izotopa, kao različitog atoma istog kemijskog elementa, kojem atomska jezgra ima jednaki električni naboj, a različitu atomsku masu. Izotopi (grč. isos - isti, topos - mjesto) upućuje se na činjenicu da su smješteni na istom mjestu u periodnom sustavu elemenata, su atomi istog kemijskog elementa koji imaju isti broj protona i elektrona, a različit broj neutrona, zbog čega imaju ista kemijska svojstva, ali različitu atomsku masu. Dokazao je da postoje stabilni izotopi olova. Joseph John Thomson je dokazao kasnije da izotope imaju i kemijski elementi, koji nisu radioaktivni.
Frederick Soddy je proučavao i ekonomske znanosti (makroekonomska politika, devizni tečaj i drugo). Potvrdio je i Descartesov teorem 1936. Oženio se s Winifred Beilby 1908. Spominje se i kao jedan od začetnika masene spektroskopije.